# La mujer de Judas
La mujer de Judas er en venezuelansk tv-serie fra 2002. Hovedrollerne spilles af henholdsvis Chantal Baudaux (Gloria Real/Gloria Rojas del Toro), Juan Carlos García (Salomón Vaisman) og Astrid Carolina Herrera (Altagracia del Toro).